# Takaaki Shichi
Takaaki Shichi (志知 孝明 Shichi Takaaki?), född 27 december 1993 i Gifu prefektur, är en japansk fotbollsspelare.
Shichi började sin karriär 2015 i Matsumoto Yamaga FC. 2017 blev han utlånad till Fukushima United FC. Han gick tillbaka till Matsumoto Yamaga FC 2018. 2019 flyttade han till Mito HollyHock.